# Еммануель 7
«Еммануель на сьомому небі» (фр. Emmanuelle au 7ème ciel) — кінофільм. Екранізація твору, автор якого — Еммануель Арсан.

## Сюжет
Нові еротичні пригоди Еммануель, тепер вона стає вчителькою для своїх наймолодших учениць. Вона вирішила використовувати комп'ютерні технології для реалізації еротичних фантазій. Використовуючи віртуальну реальність, вона допомагає розкрити всі еротичні фантазії своїх супутниць.